# Référendum liechtensteinois de 1937
 (août 2025).
Un référendum a lieu au Liechtenstein le 22 août 1937 portant sur l'interdiction des centres commerciaux. Il est approuvé par 59,09 % des voix.

## Contexte
Il s'agit d'un référendum facultatif d'origine municipale : dans le cadre de l'article 66 de la constitution, le projet de loi voté par le Landtag le 24 août 1937 fait l'objet d'une demande de mise à la votation par plus de trois municipalités (cinq) sur les onze que comporte le pays.

## Résultat
| Choix                           | Votes | %     |
| ------------------------------- | ----- | ----- |
| Pour                            | 1 294 | 59,09 |
| Contre                          | 896   | 40,91 |
| Votes blancs                    | 83    | –     |
| Votes invalides                 | 30    | –     |
| Total                           | 2 303 | 100   |
| Inscrits/Participation          | 2 545 | 90,49 |
| Source: Démocratie Directe (de) |       |       |